# 新挑限
新挑 限（あらいど かぎり）は、日本の漫画家、イラストレーター。青森県平川市出身。

## 来歴
商業誌デビュー前はTwitterやpixiv、ニコニコ漫画などのSNSで作品を投稿、公開していた。弘前大学在学中の2018年、同年1月5日発売の『月刊コミックフラッパー』2月号より『幼なじみになじみたい』の連載が開始し、漫画家として商業誌デビューを果たす。2018年8月22日に『幼なじみになじみたい』の単行本第1巻が発売された。なお、『幼なじみになじみたい』は連載開始にあたり、SNSなどで公開していた作品を連載用に再構成している。なお、『幼なじみになじみたい』の元になった作品は1話1ページのサイレント漫画で、あとからキャラクターの名前や細かい設定を決めて『幼なじみになじみたい』が生まれたとのこと。
2019年10月26日から自身のSNSを中心に『じいさんばあさん若返る』を投稿、公開しており、2020年6月22日には単行本第1巻が発売された。なお、最初から商業化を狙って描かれた作品ではなく、第1話が好評だったため、4話目辺りでデビューから世話になっている担当から単行本化の打診があったと言う。また、『じいさんばあさん若返る』を描く上で大切にしていることは、読み手のことを考えて1ツイート（4ページ）内でオチをつけることと、見た目は若くても中身はおじいちゃんおばあちゃんの「老夫婦のラブコメ」を描くことである。
「B´full FOTS JAPAN」の商品として、黒水着メイドシリーズ『黒水着メイドちゃん』のフィギュアが登場し、2020年2月に発売された。
漫画家を目指したきっかけになった作品に『AKIRA』を上げており、他に影響を受けた作品に『HELLSING』、『ドリフターズ』、『トライガン』、『血界戦線』、『ぬらりひょんの孫』、『ベルセルク』を上げている。なお、ラブコメ作品はあまり読まないと言う。

## 作品リスト

### 連載
- 幼なじみになじみたい（『月刊コミックフラッパー』2018年2月号[4] - 2020年1月号[10]）
- じいさんばあさん若返る（『コミックアルナ』2022年8月号〈創刊号〉[11] - 2024年8月号〈25号〉[12]） - SNS公開作品の商業化。
- アンダーテイカー（『月刊少年マガジン』2023年9月号[13] - 2024年8月号[14]）
- ダンジョンバンド（『コミックアルナ』2025年1月号〈30号〉[15] - ）

### 読み切り
- 仁義なき生徒会（『コミックアルナ』2024年10月号〈27号〉[16]、2024年12月号〈29号〉[17]）

### 書籍
- 『幼なじみになじみたい』、KADOKAWA〈MFコミックス フラッパーシリーズ〉2018年 - 2020年、全3巻
  1. 2018年8月22日発売[18]、ISBN 978-4-04-065053-1
  2. 2019年5月23日発売[19]、ISBN 978-4-04-065574-1
  3. 2020年1月23日発売[20]、ISBN 978-4-04-064214-7
- 『じいさんばあさん若返る』、KADOKAWA〈MFコミックス〉2020年 - 2024年、全8巻
- 『アンダーテイカー』、講談社〈KCデラックス〉2023年 - 2024年、全3巻
  1. 2023年11月16日発売[21][22]、ISBN 978-4-06-533764-6
  2. 2024年4月17日発売[23]、ISBN 978-4-06-535113-0
  3. 2024年8月16日発売[24]、ISBN 978-4-06-536255-6
- 『ダンジョンバンド』、KADOKAWA〈MFC〉2025年 - 、既刊1巻（2025年6月17日現在）
  1. 2025年6月17日発売[25][26]、ISBN 978-4-04-684827-7